# Izostavnik
Izostavnik ili apostrof ( ’ i ' ) – grč. απόστροφος za apóstrophos, okretanje; razgodak je kojim se označava izostavljeno slovo ili skup slova, uglavnom u književnoumjetničkim djelima. Oblikom je jednak jednostrukom navodniku.

## Uporaba u jeziku

### Književnost
Izostavnikom se često služe pjesnici da bi održali metriku:
- August Šenoa, Povjestice

Bio jednom postolar,

Pošten čovjek al’ već star:

Mnogo djece mnogo treba,

A u kući nema hljeba;

A djeca sve viču "kruha!"

Otkud kruha? Nužda ’e gluha.

"Dobro veče, stari goso!

Već je hora, pusti pos’o;

Brže-bolje ’ajdmo sada!

Puna mjera, sedam ljeta,

Put mojega treba svijeta."

A majstoru naopako!

"Čekaj dokle večeramo;

Tko će gladan sad u pak’o?

### Izostavljanje izostavnika
Izostavnik se u književnoumjetničkim djelima na hrvatskom jeziku ne piše na kraju krnjeg infinitiva i glagolskog priloga sadašnjeg (pisat, gledat, trčeć, trudeć se...)
Izostavnik se također ne navodi ni kad se sažimanjem dvaju samoglasnika dobiva jedan (ko < kao, gledo < gledao, reko < rekao...):
- Gledo sam te sinoć. U snu. Tužan. Mrtvu. ( Antun Gustav Matoš, Utjeha kose)

- Ivan Gundulić, Osman

Ah, njegova slika u tkanju

stekla izvrsnos toliku je

da bi reko pazeć na nju:

"I sad misli i svjetuje!"

- Josip Pupačić, Zaljubljen u ljubav

Volio sam je

kao travu

i kao jasenje,

ko trstiku i kanarinca,

ko uspavanku

i majčino buđenje.

### Drugi jezici
U engleskome jeziku služi za skraćivanje glagolskih oblika:
- I’ll < I will, I’m < I am, she’s < she is, we’re > we are, I’d > I had/would, I can’t > I cannot, they won’t < they will not

U engleskom se  također koristi sa suglasnikom s za izražavanje pripadnosti, što se naziva saski genitiv:
- Marina’s, Mark’s, John’s, Sandra’s (posvojni pridjevi)

Iako se u njemačkome jeziku genitiv sa -s  piše bez izostavnika  (Michaels, Evas, Charlys, Charlies), apostrof se koristi u imenima koja završavaju slovima s i z kako bi se izbjeglo pisanje ss (postoji kao njemačko dvostruko s) ili zs:
- Charles’, Scholz’, Markus’, Johannes’, Heuss’, Boris’

U talijanskome jeziku apostrofom se označava elizija (gubitak završnog samoglasnika jedne riječi ispred druge riječi koja također počinje samoglasnikom):
- Dilegua il sogno d’arte che m’accese. (Guido Gozzano, In casa del sopravissuto)

U mnogim se jezicima također koristi za skraćivanje:
- fra. coup d’état, njem. Ich hab’ genug!

## Uporaba izvan jezika
U brojnim prezimenima:
- O’Reilly, D’Angelo, M’Gregor (potonje umjesto McGregor ili MacGregor)

Često se rabe i u ukrašavanju imena i prezimena izvanzemaljaca u znanstvenofantastičnim djelima:
- B’ellana, Qo’noS, Hur’q, Mow’ga

Ukošenija ravna inačica apostrofa ( ′ ) rabi se za označavanje stopa i palaca (inča). 
Jednostrukim i dvostrukim znakom označavaju se kutne i vremenske minute i sekunde: 31°41’ 59’’ (31 stupanj, 41 minuta, 59 sekundā); 8’ 31’’ (8 minutā i 31 sekunda).
U matematici se znakom apostrofa označavaju derivacije funkcija: prva, f’(x); druga, f’’(x); i još neke više. Njime se također dodatno imenuju varijable: x' za x-crtano, x-prim.